# 纽约黑帮
是一部2002年的美国史詩历史电影，由馬丁·史柯西斯导演，李奧納多·狄卡皮歐、丹尼爾·戴-路易斯、卡麥蓉·狄亞主演；故事灵感来自美國記者、作家赫伯特·阿斯伯里於1927年出版的非虛構書籍《紐約黑幫》，呈現19世纪中叶纽约市曼哈顿下城（聯邦眾議院紐約州第五選区）的黑帮斗争史。該片由米拉麥克斯影業发行；入圍奥斯卡金像奖、金球獎多个奖项；丹尼爾·戴-路易斯的演出普獲好評，贏得2002年度多項最佳演員獎。

## 劇情
1846年，紐約曼哈頓下城「五岔路」（英語：Five Points, Manhattan）。「神父」法隆（英語："Priest" Vallon）率領爱尔兰裔幫會「死兔幫」（英語：The Dead Rabbits）與威廉·「屠夫比爾」·卡汀的英裔幫會對抗；雙雄雖然敵對，但「神父」從前曾饒過比爾一命，比爾也一直感佩「神父」的英勇及人格。在一次街頭大戰中，「神父」被「屠夫比爾」殺死；他年幼的兒子阿姆斯特丹·法隆（英語：Amsterdam Vallon）在少年觀護所中度過童年。
1863年，阿姆斯特丹成年出獄，回到紐約市欲報殺父之仇；他隱藏真實身分，接近「屠夫比爾」並贏得其信賴和器重，待他如親子侄。他在街頭邂逅以偷竊為業的年輕女子珍妮·艾佛丁（英語：Jenny Everdeane），兩人互相鍾情，但不久卻發現珍妮是由「屠夫比爾」一手養大並深受其喜愛。比爾發現阿姆斯特丹和珍妮間的感情，慷慨成全；但阿姆斯特丹報仇之心未曾改變。
在紀念當年血戰15周年的晚會中，阿姆斯特丹下手行刺比爾，卻失手遭擒，其真實身分終於揭破；比爾感念「神父」有後，又鄙視阿姆斯特丹隱藏真實意圖、偷襲暗殺的行為，乃在施以一番凌辱後放他一條生路。在珍妮的照顧下，重傷的阿姆斯特丹終於恢復健康，並回到愛爾蘭移民同胞之間，領導他們團結起來、反抗壓迫。阿姆斯特丹與民主黨政治人物威廉·特威德合作，以選票換取愛爾蘭新移民的社會地位及工作機會；在一次地方選舉後，比爾公然在街頭殺死新當選的愛爾蘭裔警長，此舉點燃了愛爾蘭新移民的怒火，導致英、愛兩裔各幫會約定擇日聯合大火拚。
此時，美國內戰達到高峰，聯邦政府展開對富人網開一面的不平等徵兵，引起窮人的強烈反對；就在幫會火拚之日，紐約市實施徵兵抽籤，引發全市大暴動。在軍隊鎮壓大暴動的砲擊中，阿姆斯特丹得到機會殺死「屠夫比爾」，報了殺父之仇；但目睹眾多「五岔路」幫會份子在軍隊鎮壓下喪生，他卻感覺到：「是朋友或仇敵，此時已沒差別了」。劇情最終，阿姆斯特丹和珍妮將「屠夫比爾」安葬在曼哈頓下城對岸的布魯克林；物換星移，「五岔路」的街頭傳奇終與一段為後人淡忘的歷史，一同埋沒在荒煙漫草之中。

## 演員
| 演員                        | 角色                              | 角色介紹 |
| 李奧納多·狄卡皮歐 （英語：  | 阿姆斯特丹·法隆 （英語：Amsterdam Vallon）        | 男主角，「死兔幫」首領「神父」法隆之子。為報殺父之仇，他隱藏真實身分，接近仇人「屠夫比爾」並一度贏得其信賴和器重；但真實身分終被揭破，於是回到愛爾蘭移民同胞之間，成為死兔幫的首領。在反徵兵大暴動中，阿姆斯特丹得到機會殺死「屠夫比爾」，報了殺父之仇；但卻只留下街頭喋血後一段傳奇消逝的無限惆悵。 |
| 丹尼爾·戴-路易斯 （英語：Daniel Day-Lewis） | 威廉·「屠夫比爾」·卡汀  | 「五岔路」英裔幫會首領，對新移民抱持仇視態度。他在一次與死兔幫的街頭械鬥中將阿姆斯特丹的父親「神父」法隆殺死；而阿姆斯特丹則在成年後回到紐約，假意為他效勞，尋機報仇。比爾雖隱約猜到阿姆斯特丹的真實身分，但對這年輕人相當賞識，一直不願點破；直到阿姆斯特丹終於下手行刺比爾，暴露其真實企圖。比爾在盛怒之下，仍放阿姆斯特丹一條生路；此後兩人領導各自的幫會，為所屬族群在當地的生存和發展而戰。最終在反徵兵大暴動中，因軍隊砲擊受到重傷，進而被阿姆斯特丹殺死；臨終前說道：「感謝神，我以一個真正的美國人而死......」 |
| 卡麥蓉·狄亞 （英語：Cameron Diaz）      | 珍妮·艾佛丁 （英語：Jenny Everdeane）            | 以偷竊維生的年輕女子，深受比爾照顧，卻成為阿姆斯特丹的情人。阿姆斯特丹行刺比爾失手後，珍妮照顧他恢復健康；在大暴動落幕後，與阿姆斯特丹一同埋葬了在動亂中喪生的比爾。 |
| 約翰·C·賴利 （英語：John C. Reilly）      | 快樂傑克·莫藍尼 （英語：Happy Jack Mulaney）        | 「神父」法隆生前的得力助手；「神父」被「屠夫比爾」殺死後，投靠比爾，並在其授意下成為一名受其控制的警察，最終被阿姆斯特丹親手殺死。 |
| 亨利·托馬斯 （英語：Henry Thomas）      | 强尼·斯洛考 （英語：Johnny Sirocco）            | 阿姆斯特丹的朋友，暗恋珍妮，曾因嫉妒而出卖阿姆斯特丹，心有惭愧所以拒绝向比尔低头而被比尔重伤。 |
| 吉姆·布洛班特 （英語：Jim Broadbent）    | 威廉·特威德                       | 民主黨政治人物；早先与比尔合作，后在阿姆斯特丹壮大后转而与其合作，利用自己在紐約黨機關及市政當局中的影響力，提供新移民工作以換取選票，因此遭到比爾仇視。 |
| 連恩·尼遜 （英語：Liam Neeson）        | 「神父」法隆 （英語："Priest" Vallon）           | 「五岔路」愛爾蘭移民幫會「死兔幫」首領，阿姆斯特丹的父親；在一次街頭械鬥中被「屠夫比爾」殺死。 |
| 布蘭頓·葛利森 （英語：Brendan Gleeson）    | 華特·「修士」·麥金 （英語：Walter "Monk" McGinn）     | 愛爾蘭裔的大力士，在街頭火拚中為「神父」法隆助拳，以打死的敵人數目領取酬金；「神父」死後，華特不再過問幫派之事，經營理髮舖維生。阿姆斯特丹的真實身分暴露後，主動造訪並相贈「神父」遺物。後來在推德的安排及愛爾蘭裔選民灌票下，擊敗比爾支持的候選人當選警長，卻被暴怒的比爾公然殺害。 |
| 芭芭拉·寶釵 （英語：Barbara Bouchet）      | Schermerhorn夫人 （英語：Mrs. Schermerhorn）       | Schermerhorn先生的夫人 |

## 製作
主體拍攝於2000年8月30日開始，拍攝地包含罗马和纽约。

## 音樂
- 主題曲：U2樂團單曲，『建造美國的手』（英語："The Hands That Built America"）。

## 奖项
| 頒獎典禮         | 獎項                                     | 名字             | 結果 |
| ---------------- | ---------------------------------------- | ---------------- | ---- |
| 金球奖           | 最佳导演                                 |                  | 獲獎 |
| 金球奖           | 最佳歌曲                                 |                  | 獲獎 |
| 英国电影学院奖   | 男主角奖                                 | Daniel Day-Lewis | 獲獎 |
| 广播影评人协会奖 | 男主角奖                                 | Daniel Day-Lewis | 獲獎 |
| 芝加哥影评人协会 | 男主角奖                                 | Daniel Day-Lewis | 獲獎 |
| 卫星奖           | 男主角奖                                 | Daniel Day-Lewis | 獲獎 |
| 纽约影评人协会奖 | 男主角奖                                 | Daniel Day-Lewis | 獲獎 |
| 奥斯卡           | 最佳影片                                 |                  | 提名 |
| 奥斯卡           | 导演                                     |                  | 提名 |
| 奥斯卡           | 男主角                                   |                  | 提名 |
| 奥斯卡           | 原创剧本                                 |                  | 提名 |
| 奥斯卡           | 摄影                                     |                  | 提名 |
| 奥斯卡           | 剪辑                                     |                  | 提名 |
| 奥斯卡           | 电影歌曲("The Hands that Built America") |                  | 提名 |
| 奥斯卡           | 混音                                     |                  | 提名 |
| 奥斯卡           | 美术指导                                 |                  | 提名 |
| 奥斯卡           | 服装设计                                 |                  | 提名 |
| 金球奖           | 最佳剧情片                               |                  | 獲獎 |
| 金球奖           | 女配角                                   | Cameron Diaz     | 提名 |

## 註腳
1. 1 2  . Box Office Mojo.   [2017-09-16]. （原始内容存档于2018-10-27） （英语）.
2. ↑  本角色是以史實人物威廉·普爾為原型創造的。
3. ↑  Fuson, Brian. . The Hollywood Reporter 364 (32). 2000-09-05: 35-40, 42, 44, 63-80 （美国英语）.ProQuest 2467876620